# 제3조형회
제3조형회(第三造形會)는 1969년 7월에 창립된 서울대학교 미술대학 출신인 조각가들의 모임이다. 창립회원은 심문섭, 안승복, 전준, 김세경, 손필영, 오세원, 장도수, 장정남, 한기옥이다. 당시 20대들의 모임으로 ‘어떤 이즘이나 사상을 앞세우지 않고 각자 자기 나름의 내용과 형식을 추구하여 독자적인 작품세계를 추구한다’는 취지로 스폰지, 스테인레스, 아크릴, 모르타르, 대리석 등 다양한 재료로 새로운 환경 작품을 시도했다. 1971년 야외전을 가졌다.